# Míšeňské dialekty
Míšeňské dialekty (německy Meißenisch) je skupina středoněmeckých dialektů v rámci hornosaských nářečí, kterými se mluví v prostoru Oschatzu, Großenhainu, Radebergu, Sebnitz, dále podél česko-německé hranice až po Freiberg a Rochlitz. Oblast rozšíření přibližně odpovídá území někdejšího Míšeňského markrabství.

## Charakter
Kromě všech typických forem výslovnosti mají míšeňské dialekty následující zvláštnosti: palatalizace souhlásky „k“ není tak silná jako například u mluvčích žijících na západě Německa. Typicky míšeňské je z lingvistického hlediska použití částic …, nicht wahr a …, nicht wahr, nicht? v dotazovací formě. Pokud jde o výslovnost, je tato fráze uzavřena tak, že zní jako … norr nebo norr ni?. U všech mluvčích je příznačná vlastní intonace (v závislosti na struktuře a obsahu vět), kterou lze u jednotlivých mluvčích sledovat až do úrovně standardního jazyka. Zde je příznivé, že německý jazyk nemá ve všech případech předepsané normy výslovnosti. Míšeňština je pravděpodobně mezolektem, protože proces rozpuštění míšeňského bazilektu spojený s vývojem běžného hovorového jazyka proběhl již kolem roku 1500 v poslední fázi střední horní němčiny a na počátku nové horní němčiny. Ve vnímání německy hovořících mimo danou jazykovou oblast jsou míšeňské dialekty často považovány za „sasštinu“, s níž je identifikován každý obyvatel Saska a dokonce i bývalá NDR. Z tohoto důvodu se regionální rozdíly v rámci durynsko-hornosaských dialektů na území Svobodného státu Sasko často přehlížejí.
Míšeňský kancelářský jazyk posloužil Martinu Lutherovi jako základ jeho překladu Bible, a významně tak přispěl k rozvoji psané formy spisovné němčiny.

## Dialekty
Skupina míšeňských dialektů se dělí do pěti skupin:
- Severní míšeňský dialekt (Nordmeißenisch): Grimma-Döbeln-Riesa
- Severovýchodní míšeňský dialekt (Nordostmeißenisch): Lommatzsch-Großenhain
- Západní míšeňský dialekt (Westmeißenisch): Mittweida-Rochlitz-Borna
- Jižní míšeňský dialekt (Südmeißenisch): Oederan-Frankenberg-Hainichen-Freiberg
- Jihovýchodní míšeňský dialekt (Südostmeißenisch): Dippoldiswalde-Freiberg-Míšeň-Radeburg-Pirna-Bad Schandau a Drážďany

Dialekty západně od Frankenbergu se řadí k východodurynským nářečím, přičemž oblast Saské Kamenice a Cvikova se svými znaky blíží ke krušnohorským a vogtlandským nářečím.

### Nahrávky
- Säggs'sch bleibd Säggs'sch (Sächsisch bleibt Sächsisch). Leipzig ; Frankfurt am Main : Deutsche Nationalbibliothek, 2019. 1 CD.